# 渡辺清七
渡辺 清七（わたなべ せいしち、1893年（明治26年）2月22日 - 1948年（昭和23年）2月15日）は、大日本帝国海軍の軍人。最終階級は海軍少将。

## 人物・略歴
福岡県出身。1911年福岡県立中学修猷館を経て、海軍兵学校および陸軍士官学校（第26期）を受験し、双方に合格している。1914年海軍兵学校第42期卒業。卒業時成績順位は117名中第56位。その後、海軍砲術学校、海軍大学校を卒業。
1937年12月大佐となり、1938年12月軽巡洋艦鬼怒艦長、1939年11月潜水母艦迅鯨艦長を経て、1940年10月重巡洋艦鳥海艦長に就任し、1941年12月のマレー作戦に参戦した。
1943年5月少将となり、 同年7月呉防備戦隊司令官を経て、12月水路部第三部長に就任、1944年4月水路部第三部が気象部として独立すると、その初代部長となる。1945年4月第104戦隊司令官、同年9月予備役となる。